# ライスナー・ノルドシュトルム・ブラックホール
ライスナー・ノルドシュトルム・ブラックホール（Reissner-Nordstrom Black Hole）とは、帯電しているブラックホールのことをいう。「ブラックホール脱毛定理」により、ブラックホールが持ちうる物理量は、質量、角運動量、電荷の三つのみだが、ライスナー・ノルドシュトルム・ブラックホールはそのうちの質量と電荷を持つ。

## 名前の由来
ライスナー・ノルドシュトルム・ブラックホールの名前の由来は、アインシュタイン方程式を解いたハンス・ライスナーとグンナー・ノルドシュトルムから名付けられた。